# Arquivo Histórico Ultramarino
O Arquivo Histórico Ultramarino, situado em Lisboa, é um serviço dependente da Direção-Geral do Livro, dos Arquivos e das Bibliotecas, que tem como objetivo o tratamento e comunicação ao público de documentação textual e de imagem relativa aos portugueses e aos povos com quem se relacionaram entre o séc. XVII e 1975.

## História
O arquivo, inicialmente denominado Arquivo Histórico Colonial, foi criado em 1931, no âmbito do Ministério das Colónias, pelo Decreto n.º 19868 de 9 de junho de 1931. Em 1951 adotou o nome actual. Em 1973 foi integrado na Junta de Investigações Científicas do Ultramar, posteriormente denominada Instituto de Investigação Científica Tropical. Na sequência da extinção do Instituto de Investigação Científica Tropical, o Arquivo Histórico Ultramarino foi integrado na Direção-Geral do Livro, dos Arquivos e das Bibliotecas, como seu serviço dependente.

## Missão
Ao Arquivo Histórico Ultramarino  ao qual cabe arquivar, conservar e tratar tecnicamente a documentação existente nos seus depósitos, e outra, que interesse ao estudo e conhecimento da história colonial portuguesa e da sua administração ultramarina.
O Arquivo, para além das suas funções de repositório documental, tem ainda por missão promover publicações relevantes para a história colonial portuguesa existentes nos seus arquivos, manter e disponibilizar os seus inventários e executar trabalhos gerais e especializados de catalogação.
O Arquivo promove ainda a realização de exposições de espécies documentais e outras iniciativas de carácter pedagógico ou cultural no âmbito da sua competência, bem como o desenvolvimento experimental de técnicas no âmbito do tratamento de documentos e arquivos.

## Biblioteca
A Biblioteca do Arquivo Histórico Ultramarino é maioritariamente constituída por obras sobre a história da presença dos portugueses no mundo e das comunidades com as quais se relacionaram, nas suas várias vertentes. Abrange atualmente cerca de 15900 monografias e 720 títulos de publicações em série, algumas remontando ao século XIX, num total aproximado de 35000 volumes.
Entre as publicações são de assinalar as coleções dos Boletins Oficiais dos governos das ex-colónias portuguesas e as coleções de legislação colonial.
Do acervo da biblioteca constam igualmente as teses de mestrado e doutoramento portuguesas e estrangeiras para cujas pesquisas foi usada documentação do Arquivo.

## Instalações
O Arquivo Histórico Ultramarino encontra-se instalado no Palácio do Pátio do Saldanha, vulgarmente conhecido por Palácio da Ega, em Lisboa.